# Lucky Chops
A Lucky Chops egy New York-i fúvószenekar.
Célja az élet visszahozása a zenébe azzal a meggyőződéssel, hogy a zene segíthet megváltoztatni a világot.
A zenekar főképp ismert számok feldolgozásával vált ismertté, azonban saját zenét is komponálnak, a hat tag közül 5 fúvós hangszereket használ.
A zenekar kezdetben a New York-i metróban adott előadásokat, melyeken látszik, hogy a tagok mennyire élvezik a zenélést, és céljuk körvonalazódni látszik, hiszen rengeteg munkába igyekvő New York-i számára teszik kellemesebbé az utazást.
A zenekar sikerességét mutatja, hogy több zenei fesztiválon is fő előadóként léphetett fel, valamint New Yorkban a koncertjeiken általában teltház van.

## Tagok
- Josh Holcomb (harsona),
- Daro Behroozi (tenorszaxofon/bass clarinet as shown in These Tears),
- Joshua Gawel (trombita),
- Dr.Reginald Chapman Jr.(contra),
- Adrian "The Big AC" Condis (baritone saxophone),
- Patrick Simard (Drums).

### Korábbi tagok
- Leo Pellegrino (baritonszaxofon), 2017-ig
- Kevin Congleton (dob),
- Raphael Buyo (sousaphone),
- Charles Sams (dob).

## Kiadványok
A zenekar első kiadott lemeze a Lucky Chops-NYC, melyen a lassú jazz mellett a pörgősebb műfaj kedvelői is megtalálják a nekik tetsző zenét. Emellett egy feldolgozásról, valamint élő fellépésről jelentettek meg kislemezeket.

## További információ
- Facebook
- Instagram
- Twitter